# 琉河天
琉河 天（るかわ てん、1995年11月25日 - ）は、日本の女優、タレント。東京都出身。タイムリーオフィス所属。

## 出演

### 舞台
2017年
- LIVEDOGプロデュース「DOG'S」teamBONE（3月23日 - 4月2日、池袋・シアターグリーン BIG TREE THEATER） - ノゾミ 役[2]
- LIVEDOGプロデュース「ファントム・チューニング 〜調霊探偵・四十万八十二の事件簿〜」（8月2日 - 6日、西新宿・新宿村LIVE） - 鎌鼬（颯） 役[3]
- 進戯団 夢命クラシックス「Summer School 2017: School of Concert」（8月25日 - 27日、中野・ウエストエンドスタジオ） - ヒカル 役
- Enthena 劇団◯組「僕のヒーロー願望」（10月18日 - 22日、コフレリオ新宿シアター） - 佐藤月姫（ラメ） 役[4]

2018年
- アリスインプロジェクト「ゼロヨンヨンの終電車2018」A組（1月10日 - 14日、西新宿・新宿村LIVE） - Cherry 役[5]
- Enthenaプロデュース「赤い絆の橋の上、ここからはじまる時のコト」『ユキドケムスメ』（2月14日 - 18日 浅草九劇） - 入ヶ谷レイ 役[6]
- Office54プロデュース「23区女子−Survive−」（2月21日 - 26日、座・高円寺2） - 台東区 役[7]
- チームジャックちゃんプロデュース「チームジャックちゃんが読んだシンデレラ公演『Cendrillon（サンドリヨン）』」（3月21日 - 4月1日 池袋・シアターKASSAI） - ジジ・ジョバンニ 役
- アリスインプロジェクト「続・魔銃ドナー 〜アーティフィシャル ダイアリシス〜[8]」星組（4月11日 - 15日、西新宿・新宿村LIVE） - カンパス 役[9]
- 劇団ゲキジョウ！「スターダスト・インフェルノ〜Record of farthest〜（レコード・オブ・ファーゼスト）」（5月2日 - 6日 大塚・大塚萬劇場） - ヒロイン ニコ 役[10]
- アリスインプロジェクト「降臨Hearts[11]」月組（7月11日 - 16日、新宿村LIVE） - 武田観柳斎 役
- 劇団6番シード「劇作家と小説家とシナリオライター」B日程（11月30日 - 12月8日、池袋・シアターKASSAI） - five 役

2019年
- 「sublimation-水の記憶-[12]」（1月30日 - 2月3日、椎名町・シアター風姿花伝）
- アリスインプロジェクト「降臨Hearts&Soul[13]」月組（4月25日 - 5月6日、池袋・シアターKASSAI） - 島津義弘 役
- 「いつかの文化祭!!〜アクエリアス・ゴールデンエイジ〜」（5月11日 - 12日、池尻大橋・IID世田谷ものづくり学校 IID Gallery） - 聖川ひかり 役[14]
- 劇団わ「バック・トゥ・ザ・君の笑顔〜お江戸でござる〜」（7月13日 - 19日、中目黒キンケロ・シアター） - 金之時 役[15]
- アリスインプロジェクト「真約・魔銃ドナー[16]」星組（8月8日 - 18日、池袋・シアターKASSAI） - アイテイル 役[17]
- 海賊のように飲む会「暖炉の中のあなたの知らない世界〜TEARS KNIGHT〜[18]」（10月30日 - 11月4日、上野ストアハウス） - 神谷嘉美 役
- 言葉のアリア「じゃじゃ馬ならし」（2019年11月22日 - 26日、西荻窪・遊空間がざびぃ） - トラーニオ 役[19]
- JPR BUFFプロデュース「Wells -魔女と夜明けの星-」（2019年12月21日 - 29日、新宿村LIVE） - レオノア 役[20]

### CD
- TOKYO23'Girls（2016年6月22日）
- TOKYO23'Girls II（2016年9月28日）

### イベント
- 第35回浅草サンバカーニバル 企業チーム「ガンホーアミーゴス」[21]（2016年8月27日、ガンホー・オンライン・エンターテイメント） - パズドラクロス公式キャラクター ヴァルキリー 役

### テレビ
- いいすぽ!「WCCF (WORLD CLUB Champion Football) ! サッカーカードゲームの最高峰がいいすぽ！降臨!!」（2016年10月15日、フジテレビワンツーネクスト）[22]

### 雑誌掲載
- サッカーゲームキング 2017年6月号 - 2019年3月号（フロムワン/朝日新聞出版） - 「琉河天が行くWCCF名監督への道」連載[23]
- ワールドサッカーキング 2018年2月号増刊 サムライサッカーキング（フロムワン/朝日新聞出版）[24]

### ゲーム
- WORLD CLUB Champion Football 2017-2018（2018年1月25日、セガ・インタラクティブ） - 秘書・琉河天 役（モデル/ボイスキャスト）[25]